# Чиверс, Мартин
Ма́ртин Ха́ркорт Чи́верс (англ. Martin Harcourt Chivers; род. 27 апреля 1945, Саутгемптон, Англия) — английский профессиональный футболист 1960-х и 1970-х годов.

## Клубная карьера

### «Саутгемптон»
Чиверс посещал гимназию Тонтона в Саутгемптоне, и попал на просмотр в местный одноимённый клуб. Он провёл некоторое время в детском составе клуба, «CPC Спортс», и в сентябре 1962 года подписал профессиональный контракт. Он дебютировал за первую команду в матче против «Чарльтон Атлетик» 8 сентября 1962 года (в возрасте 17 лет). Его первый гол был забит в матче против «Ньюкасл Юнайтед» 6 апреля 1963 года (его третий матч в первой команде), однако он оказался лишь голом престижа, «Ньюкасл» выиграл со счётом 4:1.
В 1963/64 сезоне он прорвался в основной состав и стал лучшим бомбардиром клуба вместе с Терри Пейном (по 21 голу), «Саутгемптон» финишировал пятым во Втором дивизионе. Следующий сезон он также провёл успешно, сыграв 39 матчей и забив 17 голов, а «святые» поднялись на четвёртое место.
В 1965/66 сезоне он сыграл важную роль в том, что клуб, наконец, вышел в Первый дивизион (заняв второе место). Чиверс забил 30 голов в 39 играх, как правило, с подач Терри Пейна и Джон Сайденхема. Все его голы были забиты в первых 29 играх, он не отметился ни единым голом после конца февраля.
После того, как клуб оказался в Первом дивизионе, он стал дублёром валлийского нападающего Рона Дейвиса, забив 14 и 13 мячей в следующие два года соответственно. В частности 29 апреля 1967 года Чиверс, выйдя на замену, забил гол престижа в ворота «Ньюкасл Юнайтед», «сороки» выиграли со счётом 3:1. Он стал невостребованным в команде и вскоре им начали интересоваться многие топ-клубы. Тренер «святых» Тед Бейтс был готов к уходу Чиверса, поскольку у него была более чем подходящая замена в лице Мика Ченнона.
В январе 1968 года тренер «Тоттенхэм Хотспур» Билл Николсон приобрёл Чиверса за £ 125000, таким образом он стал самым дорогим игроком в стране на то время. В сделке также участвовал 24-летний Фрэнк Саул, перешедший в состав «святых».
Он забил в общей сложности 106 голов в 190 матчах за «святых».

### «Тоттенхэм Хотспур»
Он забил в своём дебютном матче за «Тоттенхэм» против «Шеффилд Уэнсдей» в январе 1968 года, но начальные этапы его карьеры на «Уайт Харт Лейн» были относительно неудачными, тренер «шпор» отдавал предпочтение атакующему партнёрству звёзд Джимми Гривза и Алана Гилзина. Чиверс в конечном итоге стал ключевым нападающим «Тоттенхэма» после продажи Гривза в «Вест Хэм Юнайтед» в 1970 году.
Чиверса часто называли вялым и ленивым игроком, но скорость и физическая сила сделали «Большого Чива» звездой «шпор» и сборной Англии начала 1970-х. Сезон 1970/71 стал началом пика карьеры Мартина Чиверса как на клубном, так и на международном уровне. Он сыграл во всех 58 матчах и забил 34 гола, в том числе провёл оба гола в финале Кубка Лиги против «Астон Виллы» и забил 21 гол в Первом дивизионе, «шпоры» закончили сезон на третьем месте.
Во время 1971/72 кампании Чиверс набрал лучшую форму в своей карьере, забив 44 гола в 64 матчах за команду. Его семь голов в Кубке Лиги помогли «шпорам» добраться до полуфинала турнира, где они в конечном итоге проиграли соседям по городу, «Челси». Нападающий продемонстрировал свою внушительную форму в Кубке УЕФА, забив восемь раз в 11 матчах. В том числе он оформил хет-трик в игре против исландского «Кеблавика», поучаствовав в разгроме команды со счётом 9:0; и сделал дубль в финале против «Вулверхэмптон Уондерерс». В Первом дивизионе он превзошёл своё достижение в предыдущей кампании, забив 25 голов в 39 матчах.
Чиверс продолжил демонстрировать хорошие результаты и в 1972/73 сезоне, забив 33 гола в 61 матче. Его способность забить гол снова помогла «Тоттенхэму» добиться успеха в Кубке Лиги. После победы в четвертьфинале над «Ливерпулем» лондонцы в полуфинале со счётом 4:3 после экстра-таймов обыграли «Вулверхэмптон». В финале с минимальным счётом был обыгран «Норвич Сити». В еврокубках клуб не смог повторить прошлогодний успех, Чиверс забил восемь голов в десяти матчах, а «шпоры» дошли до полуфинала Кубка УЕФА, где проиграли «Ливерпулю» по правилу выездного гола.
«Шпоры» снова вышли в финал Кубка УЕФА в 1974 году, Чиверс забил шесть голов, в том числе открыл счёт в домашнем матче против «Локомотив Лейпциг», игра закончилась победой «Тоттенхэма» со счётом 2:0. В двухматчевом финале предстояло сыграть с голландским грандом, «Фейеноорд», который по сумме двух матчей победил со счётом 4:2, «шпоры» впервые проиграли в финале европейского турнира. К началу 1974/75 сезона Чиверс был самым опытным форвардом «Тоттенхэма», он играл вместе с Крисом Джонсом, Крисом Макгратом и Джоном Дунканом. Из-за травм Чиверс сыграл всего 28 матчей чемпионата, в которых он забил 10 голов, в том числе важные мячи в ворота «Вест Хэм Юнайтед», «Лидс Юнайтед» и принципиального соперника «Арсенала».
Сезон 1975/76 был последним для Чиверса на «Уайт Харт Лейн», своими голами он пытался помочь удержать команду от спада. В начале сентября он сыграл свой последний матч за клуб легендарного Билла Николсона, «Мидлсбро» разгромил «шпор» со счётом 4:0 во втором раунде Кубка Лиги. Он провёл 37 матчей во всех соревнованиях, забив девять раз, до перехода в швейцарский клуб «Серветт» за плату в размере £ 80000. За восемь с половиной лет карьеры в «шпорах» Чиверс забил в общей сложности 174 гола в 367 матчах за первую команду и оставался ведущим бомбардиром «Тоттенхэма» в еврокубках на протяжении 39 лет, пока 7 ноября 2013 года его достижение не превзошёл Джермейн Дефо. Он сыграл 24 матча за сборную Англии и забил 13 голов.

### Поздняя карьера
В июле 1976 года в возрасте 31 года результативный нападающий перешёл в «Серветт» из Швейцарии. Позже он вернулся в английскую футбольную лигу, где играл в «Норвич Сити» (1978—1979), «Брайтон энд Хоув Альбион» (1979—1980) и ещё нескольких менее известных клубах.

## Национальная сборная
Играя за «Саутгемптон», Чиверс провёл 12 матчей за молодёжную сборную Англии. После перехода в «Тоттенхэм» он оставался игроком основы молодёжной сборной, несмотря на недостаток игровой практики в клубе.
В апреле 1971 года Чиверс забил свой первый гол за основную сборную Англии, внеся свой вклад в победу над Грецией со счётом 3:0.
17 октября 1973 года Чиверс сыграл свой последний полный матч за Англию против Польши в отборе на чемпионат мира по футболу 1974, была зафиксирована ничья 1:1, и путёвку на мундиаль получила Польша, так как опередила англичан на одно очко. Несмотря на шесть голов за сборную в течение календарного года, нападающий «Тоттенхэма» не смог вывести Англию на чемпионат мира и позже перестал вызываться в сборную и. о. тренера Джо Мерсером и будущим наставником команды Доном Реви.

## Статистика выступлений
| Клуб                     | Сезон            | Лига | Лига | Национальные кубки | Национальные кубки | Национальные кубки | Национальные кубки | Еврокубки | Еврокубки | Прочие | Прочие | Итого | Итого |
| Клуб                     | Сезон            | Лига | Лига | Кубок              | Кубок              | Кубок лиги         | Кубок лиги         | Еврокубки | Еврокубки | Прочие | Прочие | Итого | Итого |
| Клуб                     | Сезон            | Игры | Голы | Игры               | Голы               | Игры               | Голы               | Игры      | Голы      | Игры   | Голы   | Игры  | Голы  |
| ------------------------ | ---------------- | ---- | ---- | ------------------ | ------------------ | ------------------ | ------------------ | --------- | --------- | ------ | ------ | ----- | ----- |
| Саутгемптон              | 1962/63          | 3    | 1    | 0                  | 0                  | 0                  | 0                  | -         | -         | 0      | 0      | 3     | 1     |
| Саутгемптон              | 1963/64          | 28   | 21   | 1                  | 1                  | 0                  | 0                  | -         | -         | 0      | 0      | 29    | 22    |
| Саутгемптон              | 1964/65          | 39   | 18   | 2                  | 1                  | 2                  | 0                  | -         | -         | 0      | 0      | 43    | 19    |
| Саутгемптон              | 1965/66          | 39   | 30   | 1                  | 0                  | 2                  | 3                  | -         | -         | 0      | 0      | 42    | 33    |
| Саутгемптон              | 1966/67          | 42   | 15   | 3                  | 2                  | 3                  | 2                  | 0         | 0         | 0      | 0      | 48    | 19    |
| Саутгемптон              | 1967/68          | 24   | 13   | 0                  | 0                  | 1                  | 1                  | 0         | 0         | 0      | 0      | 25    | 14    |
| Саутгемптон              | Итого            | 175  | 98   | 7                  | 4                  | 8                  | 6                  | 0         | 0         | 0      | 0      | 190   | 108   |
| Тоттенхэм Хотспур        | 1967/68          | 18   | 7    | 5                  | 3                  | 0                  | 0                  | 0         | 0         | 0      | 0      | 23    | 10    |
| Тоттенхэм Хотспур        | 1968/69          | 10   | 3    | 0                  | 0                  | 1                  | 3                  | 0         | 0         | 0      | 0      | 11    | 6     |
| Тоттенхэм Хотспур        | 1969/70          | 31   | 11   | 3                  | 0                  | 1                  | 0                  | 0         | 0         | 0      | 0      | 35    | 11    |
| Тоттенхэм Хотспур        | 1970/71          | 42   | 21   | 5                  | 1                  | 7                  | 7                  | 0         | 0         | 4      | 5      | 58    | 34    |
| Тоттенхэм Хотспур        | 1971/72          | 39   | 25   | 5                  | 2                  | 7                  | 7                  | 11        | 8         | 2      | 2      | 64    | 44    |
| Тоттенхэм Хотспур        | 1972/73          | 38   | 17   | 3                  | 4                  | 10                 | 4                  | 10        | 8         | 0      | 0      | 61    | 33    |
| Тоттенхэм Хотспур        | 1973/74          | 40   | 17   | 1                  | 0                  | 1                  | 0                  | 11        | 6         | 0      | 0      | 53    | 23    |
| Тоттенхэм Хотспур        | 1974/75          | 28   | 10   | 1                  | 1                  | 1                  | 0                  | 0         | 0         | 0      | 0      | 30    | 11    |
| Тоттенхэм Хотспур        | 1975/76          | 32   | 7    | 1                  | 0                  | 5                  | 2                  | 0         | 0         | 0      | 0      | 38    | 9     |
| Тоттенхэм Хотспур        | Итого            | 278  | 118  | 24                 | 11                 | 33                 | 23                 | 32        | 22        | 6      | 7      | 373   | 181   |
| Серветт                  | 1976/77          | 32   | 16   | 1                  | 1                  | 5                  | 2                  | 7         | 6         | 0      | 0      | 45    | 25    |
| Серветт                  | 1977/78          | 27   | 19   | 6                  | 4                  | 1                  | 0                  | 6         | 2         | 0      | 0      | 40    | 25    |
| Серветт                  | Итого            | 59   | 35   | 7                  | 5                  | 6                  | 2                  | 13        | 8         | 0      | 0      | 85    | 50    |
| Норвич Сити              | 1978/79          | 11   | 4    | 0                  | 0                  | 0                  | 0                  | 0         | 0         | 0      | 0      | 11    | 4     |
| Норвич Сити              | Итого            | 11   | 4    | 0                  | 0                  | 0                  | 0                  | 0         | 0         | 0      | 0      | 11    | 4     |
| Брайтон энд Хоув Альбион | 1978/79          | 3    | 1    | 0                  | 0                  | 0                  | 0                  | -         | -         | 0      | 0      | 3     | 1     |
| Брайтон энд Хоув Альбион | 1979/80          | 2    | 0    | 0                  | 0                  | 0                  | 0                  | 0         | 0         | 0      | 0      | 2     | 0     |
| Брайтон энд Хоув Альбион | Итого            | 5    | 1    | 0                  | 0                  | 0                  | 0                  | 0         | 0         | 0      | 0      | 5     | 1     |
| Фрэнкстон Сити (аренда)  | 1980             | 2    | 0    | 0                  | 0                  | -                  | -                  | -         | -         | 0      | 0      | 2     | 0     |
| Фрэнкстон Сити (аренда)  | Итого            | 2    | 0    | 0                  | 0                  | 0                  | 0                  | 0         | 0         | 0      | 0      | 2     | 0     |
| Дорчестер Таун           | 1980/81          | 5    | 3    | 0                  | 0                  | -                  | -                  | -         | -         | 0      | 0      | 5     | 3     |
| Дорчестер Таун           | Итого            | 5    | 3    | 0                  | 0                  | 0                  | 0                  | 0         | 0         | 0      | 0      | 5     | 3     |
| Вард Хёугесунн           | 1981             | 2    | 0    | 0                  | 0                  | -                  | -                  | -         | -         | 0      | 0      | 2     | 0     |
| Вард Хёугесунн           | Итого            | 2    | 0    | 0                  | 0                  | 0                  | 0                  | 0         | 0         | 0      | 0      | 2     | 0     |
| Барнет                   | 1982/83          | 2    | 0    | 0                  | 0                  | -                  | -                  | -         | -         | 0      | 0      | 2     | 0     |
| Барнет                   | Итого            | 2    | 0    | 0                  | 0                  | 0                  | 0                  | 0         | 0         | 0      | 0      | 2     | 0     |
| Всего за карьеру         | Всего за карьеру | 539  | 259  | 38                 | 20                 | 47                 | 31                 | 45        | 30        | 6      | 7      | 675   | 347   |

## После окончания карьеры
После ухода из профессионального футбола он содержал отель и ресторан в Хартфордшире. Чиверс комментировал матчи на «BBC Radio» и продолжает вести комментарии туров чемпионата на «Уайт Харт Лейн».
В апреле 2007 года он стал последним на данный момент членом Зала славы «Тоттенхэм Хотспур».
В мае 2008 года Мартин Чиверс был назначен Национальным менеджером по развитию Футбольной ассоциации.
Автобиография Чиверса «Большой Чив — Мои цели в жизни» была выпущена в октябре 2009 года.